# Aurigo
Aurigo är en ort och kommun i provinsen Imperia i regionen Ligurien i Italien. Kommunen hade 322 invånare (2018).